# Znaménka plus a minus
Znaménka plus a minus (+ a −) se obecně používají k označování kladných a záporných čísel a také pro operace sčítání (výsledkem je součet) a odčítání (výsledkem je rozdíl). Znaménka jsou používána i v dalších významech, víceméně analogických. Plus a minus jsou výrazy z latiny, které znamenají „více“ a „méně“.

## Historie
Ačkoliv znaménka jsou nyní obecně známá stejně jako abeceda nebo indicko-arabské číslice, jejich použití není příliš staré. Například znaménko pro sčítání v egyptských hieroglyfech se podobalo nohám kráčejícím ve směru psaní textu (v egyptštině se psalo různými směry), obrácený směr znamenal odčítání.
| D54 | nebo | D55 |

| D54 | nebo | D55 |

V Evropě se na začátku 15. století obecně používala písmena P a M.
Nejranější tištěný výskyt moderních znamének je pravděpodobně v knize Behende und hüpsche Rechenung auff allen Kauffmanschafft od Johanna Widmanna z roku 1489, kdy byly použity k označení přebytku nebo nedostatku. Znaménko + je zjednodušení latinského „et“ (podobně jako ampersand &). Znaménko − může být odvozeno od tildy psané nad m, které se používalo k označení odčítání; může se také jednat o zkrácení samotného písmena m.
Podle webové stránky Earliest Uses of Various Mathematical Symbols , je první knihou, kde se + a − poprvé použilo k označení operací sčítání a odčítání, kniha publikovaná Henrikem Grammateem v roce 1518.
Robert Recorde, který navrhl znaménko rovnosti, zavedl písmenka plus a minus do Velké Británie v roce 1557 v knize The Whetstone of Witte.

### České názvosloví
Počátkem 19. století vymyslel Josef Vojtěch Sedláček pro znak +  označení většítko a pro znak − označení menšítko. Tato označení většítko (dobovým pravopisem wětšitko) a menšítko (menšjtko) uvedl ve svém všeobecném česko-německém slovníku i Josef Jungmann. Tyto výrazy se následně staly oficiálními pro výuku matematiky v češtině a ještě v první polovině 20. století se v tomto smyslu (známénka plus a minus) uváděly, ve slovnících se Sedláčkův výraz zachoval ještě v 80. letech 20. století.
České názvy ovšem částečně upadly v zapomnění a s nástupem počítačů v 90. letech 20. století začalo být používáno označení většítko pro znak „>“ a označení menšítko pro znak „<“.

## Alternativní použití
Znaménka + a − mohou označovat mnoho různých operací, v závislosti na uvažovaném matematickém systému. Mnoho algebraických struktur má některé operace nazývané (nebo ekvivalentní) sčítání. Avšak znaménka se používají i ke zcela různým operacím, jako je spojování řetězců znaků.
Plus může znamenat:
- vylučovací nebo (obvykle psané jako ⊕): 1 + 1 = 0
- logická konjunkce (obvykle psané ∧): 1 + 1 = 1 (ale 1 + 0 = 0)
- logická disjunkce (obvykle psané ∨): 1 + 1 = 1 (také 1 + 0 = 1)
- zřetězení znaků někdy psaných jako: „1“ + „1“ = „11“

## Znaménko minus
Znaménko minus se v matematice používá dvěma způsoby:
1. Operátor odčítání: Binární operátor k označení operace odčítání, jako je např. 5 − 3 = 2. Odčítání je obrácená operace ke sčítání.
2. Negující operátor: Unární operátor vytvářející z kladného čísla záporné.

## Znaménka plus a minus vjiných kulturách
V židovské tradici se nejméně od 19. století pro znaménko plus používá symbol převráceného T (﬩).  V tabulce Unicode má symbol ﬩ pozici U+FB29 s označením „Hebrejský znak alternativní písmenu plus“. Tuto praxi převzaly izraelské školy (přinejmenším od roku 1950) a nyní je zcela běžná ve většině základních škol (včetně světských) a v některých středních školách. Tento symbol používají rovněž náboženští autoři, ale většina knih pro dospělé používá mezinárodní označení „+“. Obvyklé vysvětlení pro specifický symbol je, že symbol „+“ vypadá jako křesťanský kříž. Plus se rovněž používá v elektronické konverzaci jako symbol požehnání („Ve jménu Otce i Syna (+) i Ducha Svatého“) nebo jako příslib modlitby za někoho potřebného (fenomén křesťanských skupin na Facebooku).

## V počítačích
| Název znaku | znak | Unicode | Unicode název | ASCII | URL | HTML                 | levý Alt |
| ----------- | ---- | ------- | ------------- | ----- | --- | -------------------- | -------- |
| plus        | +    | U+002B  | Plus sign     | +     | %2b |                      |          |
| minus       | −    | U+2212  | Minus sign    |       |     | &minus; nebo &#8722; | 8722     |
| spojovník   | -    | U+002D  | Hyphen-minus  | -     | %2d |                      |          |

Znaménko minus v Unicode je navrženo tak, aby mělo stejnou délku a výšku jako znaménko plus a znaménko rovnosti. Ve většině fontů mají stejnou šířku jako číslice, aby se usnadnilo rozdělování čísel do tabulek. Na klávesnici ho lze napsat podržením levé klávesy Alt a zápisem čísla 8722 na numerické klávesnici (znak se napíše po uvolnění klávesy Alt). Grafický znak pro spojovník (-) je kratší než znaménko minus a má jinou vertikální polohu. Na počítači je spojovník dostupný jako klávesa „pomlčka“ (na alfanumerické části) nebo „mínus“ (na numerické klávesnici). Nahrazovat jím znaménko minus lze výhradně ve fontu s pevnou šířkou nebo je-li dostupná pouze znaková sada ASCII. V sazbě se znaménko minus nenahrazuje jiným znakem. Podle ČSN 01 6910 je v korespondenci dovoleno znak minus nahradit pomlčkou čili znakem –.
V žádné sazbě se nesmí znaménko minus ve funkci negujícího operátoru odtrhnout od následujícího znaku (následujících znaků). K oddělení znaménka minus od následujícího znaku (následujících znaků) čili k rozdělení do dvou řádků dochází při náhradě znaménka pomlčkou či spojovníkem.